# Glaciered
Glaciered — разрабатываемая компьютерная игра в жанре приключенческого экшена от японской независимой студии Studio Snowblind. Издателем выступает компания Playism. Выход игры запланирован на третий квартал 2025 года для платформы Windows через сервис Steam, с возможным последующим выпуском на игровых консолях. События игры разворачиваются через 65 миллионов лет в будущем, когда жизнь на поверхности Земли вымерла вследствие ледникового периода, получившего название «Вечная зима». Птицы эволюционировали в Туаи — сверхразумную подводную расу, сочетающую черты птиц и динозавров. Главный герой, чье выживание зависит от ледяного климата, противостоит врагам, угрожающим завершить эпоху Вечной зимы.

## Сюжет
Действие игры происходит на Земле через 65 миллионов лет после наших дней, когда планета покрыта толстым слоем льда из-за наступления вечной зимы, называемой Everwinter. Надводная жизнь вымерла, но под толщей океанов сохранились новые формы существования. Разумная раса, называемая Tuai, произошла от птиц и сочетает в себе признаки как птиц, так и динозавров. Главному герою, представителю этого вида, предстоит защищать климатическую стабильность и экосистему от внешней угрозы, способной нарушить баланс мира.

## Игровой процесс
Игрок управляет персонажем в трёхмерной среде, сражаясь с врагами в условиях полной подводной свободы передвижения. Боевая система сочетает элементы ближнего и дальнего боя, а также использование способностей, основанных на контроле холода и тепла. В распоряжении игрока — настраиваемые навыки и пассивные способности, включая высокоскоростное движение, создающее туннели из сверхкритической воды, временные клинки и защитные барьеры.
Мир игры представляет собой разнообразные биомы — от подводных лугов до биолюминесцентных регионов, населённых фантастическими существами. Некоторые враги — это гигантские рептилии, приспособившиеся к новым условиям с пониженной гравитацией и экстремальным климатом.

## Разработка
Игра разрабатывается японским разработчиком Кэем Сибуей (англ. Kei Shibuya), ранее участвовавшим в таких проектах, как Project Nimbus: Complete Edition и Sumire. Разработка осуществляется преимущественно одним человеком. Издателем выступает японская инди-компания Playism, известная поддержкой независимых разработчиков.
Анонс игры состоялся в 2022 году. В ноябре 2024 года была выпущена демоверсия через Steam, позволившая ознакомиться с основами игрового процесса.
Джордан Девор из издания Destructoid отметил уникальность Glaciered, охарактеризовав её как «стильную игру с динамичными действиями, включающими эффектные дальние и ближние атаки», но с действием, происходящим под водой на покрытой льдом планете. Он признался, что «увлечён самой концепцией Glaciered», указав, что «игра выглядит именно тем, во что мне было бы интересно играть», и что он будет следить за её разработкой. Рик Лейн из PC Gamer первоначально предполагал, что игра будет схожа с Abzû, отмечая, что она начиналась как «красивая, очаровательная и расслабляющая», однако был удивлён элементами экшена, которые он сравнил с Bayonetta. Назвав концепцию игры «восхитительно абсурдной», он высоко оценил сражения с гигантскими существами, заявив: «Это совершенно безумно, и я полностью готов к этому».